# Gigantactis watermani
Gigantactis watermani es una especie de pez del género Gigantactis, familia Gigantactinidae, orden Lophiiformes. Fue descrita científicamente por Bertelsen, Pietsch & Lavenberg en 1981.
Especie inofensiva para el ser humano. Puede alcanzar los 2100 metros de profundidad.

## Descripción
Su longitud estándar es de 30,5 centímetros.

## Distribución
Se distribuye por el Atlántico oriental y Pacífico occidental.